# スカイピアあだたら
スカイピアあだたらは、福島県二本松市上葉木坂2番地3にあるレジャーランドである。

## 概要
安達太良山高原にあり、温浴施設（数種類の風呂やサウナ）、芝生広場、体育館などの施設がある。かつては遊戯鉄道として軽便鉄道規格の鉄道が設けられて蒸気機関車が運行されていたが、赤字のため廃止となっている。
1988年（昭和63年）4月24日にグリーンピア（大規模年金保養基地）のひとつであるグリーンピア二本松として開業したが、2002年（平成14年）6月末に閉鎖となった。グリーンピア二本松は2004年（平成16年）1月に二本松市に払い下げられ、同年よりスカイピアあだたらとして再営業を開始した。グリーンピア二本松時代の宿泊棟は「老人ホームうつくしの丘」となっている。
2005年（平成17年）12月1日に、当施設の運営に関する「二本松市スカイピアあだたら条例」が施行されている。
2008年（平成20年）の二本松市議会3月定例会の議決により、当施設の利用期間は毎年4月1日 - 11月30日となり冬期間は休業していたが、2009年（平成21年）の二本松市議会9月定例会にて「二本松市スカイピアあだたら条例の一部を改正する条例」により、年間を通しての営業を可能とし、定期休館日を廃止することとなった。
二本松市からの指定管理者が、2009年（平成21年）より運営困難となった財団法人二本松市ふるさと振興公社から株式会社二本松市振興公社へ変更となっている。

## 施設および利用情報
温泉保養館
温泉浴場・休憩所：10:00 - 20:00
- 展望大浴場 - 温泉の泉質は酸性泉。効能は打ち身、 神経痛、冷え性、疲労回復他。
- フィンランド式ドライサウナ - 6人用
- 売店 - ソフトクリーム、土産品などを販売。

レストラン：11:00 - 17:00
体育館
10:00 - 21:00
レクリエーション施設
芝生広場、アスレチック、遊歩道：9:00 - 17:00
受付時間は終了時刻の30分前まで。

### 利用料金
温泉保養館
- 大人（高校生以上）：1日分入場券600円
- 子ども（小中学生）：1日分入場券300円
- 上記以外：無料

定期利用券（3ヶ月券）、回数券（6枚・12枚）も用意されている。
「身体障害者手帳」所有者は半額となる。
その他の施設
- 体育館の個人使用は無料。団体などの専用使用では有料となる。

### 軽便鉄道
施設内には1周1,330m、軌間762mmの軽便鉄道路線が敷設されており、1987年（昭和62年）に製造された協三工業製の10tB形蒸気機関車「B621014」が4両の客車を牽引するSL列車「スカイピアあだたら号」が運行されていた。機関車の燃料は重油専燃である。機関車と客車の間には炭水車に似た形の電源車を連結している。電源車は発電用ディーゼルエンジンを搭載し、客車に電力を供給する。
当路線には踏切4箇所、トンネル（12m）1箇所（実際は道路との立体交差）、鉄橋（24m）1箇所があった。
SL列車はグリーンピア二本松の開園と同時に「あだたら」号として運行開始していたが、グリーンピア二本松閉鎖に伴い一旦運行停止され、スカイピアあだたらとして再開した後に運行が再開されていた。2008年（平成20年）の二本松市議会3月定例会にてSL列車運行の廃止が議決され、同年3月までで廃止となった。運行休止後は「高原駅」隣接の車庫に保管されていた。
2010年（平成22年）7月より、「スカイピアあだたら号」が「高原駅」ホームに展示されている。なお、先頭の客車のみが乗降可能である。

## 交通アクセス
- 自動車
  - 東北自動車道二本松ICより約20分。
- 鉄道
  - JR東北本線二本松駅よりタクシー利用。

## 周辺
安達太良山の中腹、岳温泉に隣接している。
- 国道459号
- 岳ダム
- 原瀬川
- 二本松市立安達太良小学校
- 東北サファリパーク
- エビスサーキット